# کاتریشته
کاتریشته (به بلغاری: Katrishte) یک منطقهٔ مسکونی در بلغارستان است که در شهرستان کیوستندیل واقع شده‌است.